# Elezioni governatoriali negli Stati Uniti d'America del 2013
Le elezioni governatoriali negli Stati Uniti d'America del 2013 si tennero il 5 novembre per eleggere i governatori di 2 stati su 50, New Jersey e Virginia. Prima delle elezioni entrambi gli stati erano governati da repubblicani; il governatore in carica Chris Christie ottenne la ri-elezione nel New Jersey, mentre in Virginia vinse il democratico Terry McAuliffe, strappando ai repubblicani lo stato; il governatore repubblicano in carica Bob McDonnell non poté ricandidarsi poiché aveva raggiunto il limite di mandati.

## Stati
| Stato      | Governatore uscente | Governatore uscente     | Democratici            | Repubblicani             | Altri | Governatore eletto  | Governatore eletto |
| ---------- | ------------------- | ----------------------- | ---------------------- | ------------------------ | ----- | ------------------- | ------------------ |
| New Jersey |                     | Chris Christie (R)      | Barbara Buono - 38,2%  | Chris Christie - 60,3%   |       |                     | Chris Christie (D) |
| Virginia   | Bob McDonnell (R)   | Terry McAuliffe - 47,8% | Ken Cuccinelli - 45,2% | Robert Sarvis (L) - 6,5% |       | Terry McAuliffe (D) |                    |

## Risultati grafici per contea

New Jersey
Virginia